# Dutenhofen
Dutenhofen est un quartier de la ville de Wetzlar, en Allemagne. Situé à l'est de la ville, près du Lahn, il compte 3 143 habitants.

## Histoire
Dutenhofen était une commune indépendante jusqu'en 1976. Elle a été fondée en 1977 dans la ville nouvellement fusionnée de Lahn. Après sa dissolution en 1979 Dutenhofen est devenu un quartier de Wetzlar.

## Sport
Le club de handball HSG Wetzlar joue dans le Championnat d'Allemagne de handball.